# Éric Rouquette
Pour les articles homonymes, voir Rouquette.
Éric Rouquette est un auteur et metteur en scène français, né le 4 juillet 1964 à Paris.

## Biographie
À sa sortie de l'École supérieure d'art dramatique de Paris, il fonde la Compagnie Batala et met en scène La Collection d’Harold Pinter, Audience et Vernissage de Václav Havel, Sous les jupes des filles de Clotilde Badal. Il écrit sa première pièce, On solde, qu’il met lui-même en scène au Théâtre Daunou.
En 2003, Signé Dumas, pièce coécrite avec Cyril Gély, est créée au Théâtre Marigny sous la direction de Jean-Luc Tardieu. Francis Perrin y interprète un Alexandre Dumas au crépuscule de sa gloire, qui voit se lever devant lui son nègre de toujours, Auguste Maquet, rôle qui vaudra à Thierry Frémont un Molière du comédien dans un second rôle en 2004. La pièce obtient en tout sept nominations, dont celle du meilleur auteur. Cyril Gély et Éric Rouquette se voient également attribuer le Prix Jeune Théâtre de l’Académie française. Signé Dumas est adapté au cinéma en 2010 sous le titre L'Autre Dumas, avec Benoît Poelvoorde et Gérard Depardieu. La pièce est reprise en 2018 au Théâtre La Bruyère dans une mise en scène de Tristan Petitgirard, avec Xavier Lemaire, Davy Sardou et Thomas Sagols.
Lauréat d’une bourse du Centre national du livre, Éric Rouquette crée en 2005 lors du Festival Off d'Avignon au La Luna (théâtre), Une nuit au poste, co-mise en scène avec Julien Allary, avec Clémentine Saintoul et Estelle Vincent. Cette pièce, publiée aux éditions L'Œil du Prince, est reprise au printemps 2007 au Théâtre Mouffetard.
En 2008, sa deuxième pièce écrite avec Cyril Gély, La véranda, est créée au Théâtre La Bruyère dans la mise en scène de Francis Perrin, avec Isabelle de Botton, Marc Fayet, Gérard Loussine, Marie Piton et Lisa Schuster. Le texte est publié aux Editions L'Œil du Prince.
En 2012, il réalise son premier court-métrage, Premier matin, adapté de sa pièce éponyme, avec Miren Pradier et Christophe de Mareuil.
Éric Rouquette présente ensuite Livret de famille, qu'il met en scène au Théâtre du Pavé (Toulouse) puis aux Festivals Off d'Avignon 2015, 2016 et 2017, avec Christophe de Mareuil et Guillaume Destrem. Le texte est publié aux Éditions Les Cygnes. 
En 2015, il réalise son second court-métrage, Les âmes en peine, avec dans les rôles principaux Jeanne Rosa, Tristan Fajal et Patrick d'Assumçao.
En 2018, il crée Des amis fidèles qu'il met en scène au Théâtre du Pavé (Toulouse) puis lors du Festival Off d'Avignon au La Luna (théâtre), avec Robin Azéma, Guillaume Destrem, Manuel Durand, Raphaële Moussafir, Gwénaël Ravaux et Éric Verdin. La pièce est publiée aux Éditions Les Cygnes.
En 2019, 2+2 est créée au Théâtre Tristan-Bernard, dans une mise en scène de Jeoffrey Bourdenet, avec Elsa Lunghini, Claire Nebout, José Paul et Éric Savin. La pièce est publiée à L'Avant-scène théâtre / Quatre vents.

## Théâtre

### Auteur
- 2000 : On solde !, mise en scène Éric Rouquette, Théâtre Daunou
- 2003 : Signé Dumas, mise en scène Jean-Luc Tardieu, Théâtre Marigny
- 2005 : Une nuit au poste, mise en scène Éric Rouquette et Julien Allary, La Luna (théâtre), Théâtre Mouffetard
- 2008 : La véranda, mise en scène Francis Perrin (acteur), Théâtre La Bruyère
- 2014 : Livret de famille, mise en scène Éric Rouquette, Théâtre du Pavé, La Luna (théâtre), Essaïon Avignon
- 2018 : Des amis fidèles, mise en scène Éric Rouquette, Théâtre du Pavé, La Luna (théâtre)
- 2018 : Signé Dumas (reprise), mise en scène Tristan Petitgirard, Théâtre Actuel (Avignon), Théâtre La Bruyère
- 2019 : 2+2, mise en scène Jeoffrey Bourdenet, Théâtre Tristan-Bernard

## Cinéma

### Auteur-réalisateur
- 2013 : Premier matin, court-métrage
- 2016 : Les âmes en peine, court-métrage

## Distinctions
- 2004 : Prix du jeune théâtre Béatrix Dussane-André Roussin pour Signé Dumas
- 2004 : Nomination au Molière de l'auteur pour Signé Dumas